# Ocenotrophon painei
Ocenotrophon painei is een slakkensoort uit de familie van de Muricidae. De wetenschappelijke naam van de soort is voor het eerst geldig gepubliceerd in 1904 door Dall.